# Zorns spelmanstävling i Gesunda 1906

Anders Zorn på spelmanstävlingen i Gesunda 1906

Zorns spelmanstävling i Gesunda 1906 (egentligen benämnd "Låttävlan") var Sveriges första tävling för folkmusik spelad på horn eller fiol. Den hölls den 1 september 1906 på Gesundaberget på Sollerön, nära Mora, och bakom tävlingen stod Anders Zorn som initiativtagare och finansiär. Arrangemanget brukar benämnas som den första spelmansstämman i Sverige, men var egentligen en tävling.

## Förhistoria
I Norge hade den första spelmanstävlingen avhållits redan 1875 i Hallingdal, för horn, lur och langeleik. 1888 i Bø, Telemark hölls den första tävlingen för hardingfela. På Skansen i Stockholm hade spelmän framträtt för allmänheten, utan tävlan, sedan invigningen 1891. Stadsnotarie Nils Andersson från Lund hade diskuterat med vänner i Jämtland om en spelmanstävling i Mörsil 1905, men den blev inställd.
Konstnären Anders Zorn hade, efter återkomsten till Mora, märkt att den vallhornsmusik han hört som barn, inte längre förekom, och att de gamla fiollåtarna hade börjat trängas undan av dragspelsmusik. Vid sina fester i Gopsmorstugan hade han ofta bjudit in spelmän för underhållningen, och vid några sådana tillfällen hade även Nils Andersson närvarat. Zorn hade då diskuterat planen att inbjuda till en pristävling för att på så sätt öka intresset för de gamla horn- och fiollåtarna. Han hade under 1905 fått höra horn blåsas av Lavas Margit, och frågat henne om hon kunde tänkas ställa upp i en sådan tävlan. Det kunde hon, och på frågan om en lämplig plats, hade hon föreslagit Måstäpp på Gesundaberget, där ungdomen brukade samlas. Hon gick även med på att stå modell för Zorn, och resultatet blev målningen Hornblåserska.
Zorn lät sålunda 1905 utannonsera att en tävling för hornblåsare skulle äga rum följande sommar. Med anledning av detta skrev Erik Axel Karlfeldt dikten En hornlåt ("Var är folket som blåste i djurhorn") som publicerades i diktsamlingen Flora och Pomona 1906.

## Tävlingens genomförande
Båt var det bästa färdmedlet för att ta sig till Gesunda och förutom ångbåt, åkte bland andra Zorn med spelmän, kullor och prisdomarna i kyrkbåt från Mora. Från ångbåtsbryggan gick deltagare och publik upp till Måstäppan där tävlingen skulle hållas. När tävlingen skulle börja hade över tusen personer samlats runt ett långrede (höskrinda med två hjul), som var estraden där de tävlande skulle spela. Framför kärran placerades tre stenar som domarna skulle sitta på. Domare för tävlingen var Nils Andersson, kandidat Jannes Romson, sedermera rektor på Mora folkhögskola, och Anders Zorn själv. Efter anmälan inleddes tävlingarna på utsatt tid kl. 1 e.m.
Till tävlingen kom 16 hornblåsare från Malung, Gagnef, Mockfjärd, Leksand, Siljansnäs, Rättvik och Sollerön. Det var också 16 fiolspelare, som kom från Lima, Malung, Ore, Älvdalen, Rättvik, Mora, Sollerön och Siljansnäs. Hornblåsarna inledde, och därefter kom fiolspelmännen. Tävlingarna varade cirka 4 timmar.

### Vad som spelades
Om vallhornsblåsningen anger Nils Andersson att han kände missräkning, ”ty så gott som ingen enda riktig vallåt spelades. Istället spelades vis- och dansmelodier samt marscher – eller rättare sagt fragment av dylika melodier – som man med mer eller mindre framgång sökte frambringa på dessa oerhört svårspelta instrument.”… ”Ett vallhorn försökte sig t.o.m. på Napoleons marsch. Även Gubben Noach lät höra sig.”… ”Och så snart som vallåten tvingas in i regelrätta och gängse former av musik, de må nu benämnas visor, polskor eller vad som helst, är den icke längre någon vallåt.”
Både Zorn och Andersson ansåg att de låttyper som mest framfördes var alltför moderna. Gammalt skulle det vara. Denna önskan kom att genomsyra de kommande årens spelmanstävlingar runtom i Sverige: att undervisa folket och spelmännen själva vad som var äkta folkmusik, vad som var det värdefulla i den musiken och hur den skulle framföras.

### Skildringar av tävlingen
Det finns flera ögonvittnesskildringar av tävlingarna i Gesunda. Förutom att Nils Andersson skrev om den i Svenska låtar, har Lars Åhs skrivit en skildring som publicerades i Skansvakten 1942. Dunder Karl Olsson (f. 1900), Sollerön, sonson till Lavas Margit, fotograf Karl Lärka (f. 1892), Mora, och veterinär Hjalmar Dallmer (f. 1887), Stora Tuna, som var med och bildade Dalaföreningens spelmanslag i Stockholm; alla har de skildrat tävlingen i intervjuer långt senare. I Mora tidning publicerades en utförlig skildring av en ung reporter, Anders Olsson, sedermera riksdagsman, med fullständig prislista. Han hade också hand om anmälningarna på plats, enligt Lars Åhs. Även rikstidningarna Dagens Nyheter och Svenska Dagbladet hade reportrar på plats, och DN publicerade tre låtar upptecknade av Nils Andersson.

### Prislistor

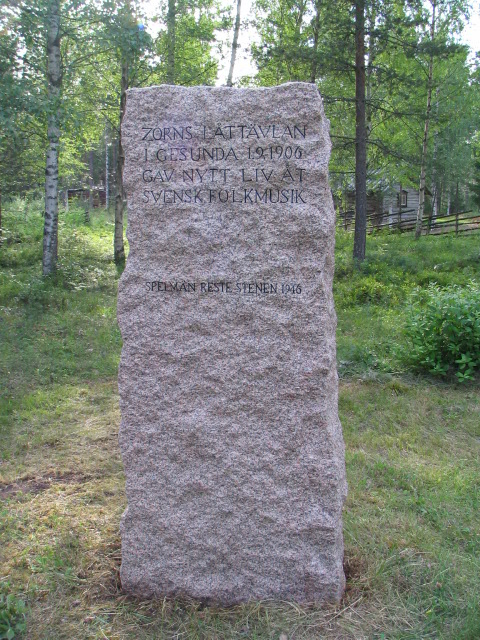
Minnessten över tävlingen. Text: "Zorns låttävlan i Gesunda 1.9.1906 gav nytt liv åt svensk folkmusik. Spelmän reste stenen 1946."

Från Mora tidning kompletterad med gårdsnamn. Något avvikande prislistor kan förekomma, men Anders Olssons lista torde vara den mest tillförlitliga. Man får ha i minnet att de allra flesta av deltagarna, vid denna tid var helt okända utanför sin hemsocken.

#### Hornlåtar
| Pris       | Namn                                                           | Summa      |
| ---------- | -------------------------------------------------------------- | ---------- |
| 1:a pris   | Nöstmo Halvar Halvarsson den äldre, Idbäck, Malung             | 50 kronor. |
| 2:a pris   | Stina Pettersson ("Bullermor”), Gagnef                         | 30 kronor. |
| 3:e pris   | Hall Brita Persdotter, Siljansnäs                              | 20 kronor. |
| Extra pris | Lavas Margit Olsson, Häradsarvet, Sollerön                     | 10 kronor. |
| Extra pris | Brottar Margit, Sollerön                                       | 10 kronor. |
| Extra pris | Brits Brita Andersdotter, Västberg, Leksand                    | 10 kronor. |
| Extra pris | Kristina Norman, Gagnef                                        | 10 kronor. |
| Extra pris | Gädd Lars Olsson, Mockfjärd                                    | 10 kronor. |
| Extra pris | Rullpers Margit, Sollerön                                      | 5 kronor.  |
| Extra pris | Ryss Anna Olsdotter, Gruddbo, Sollerön                         | 5 kronor.  |
| Extra pris | Nöstmo Halvar Halvarsson den yngre, Malung (son till vinnaren) | 5 kronor.  |
| Extra pris | Klas (el. Slars) Karin Andersdotter, Rättvik                   | 5 kronor.  |
| Extra pris | Dunder Anna Larsdotter, Sollerön (dotter till Lavas Margit)    | 5 kronor.  |
| Extra pris | Lasses Brita Persdotter, Siljansnäs                            | 5 kronor.  |
| Extra pris | Reser Anna Andersdotter, Sollerön                              | 5 kronor.  |

#### Fiollåtar
| Pris       | Namn                                       | Summa                                                                                  |
| ---------- | ------------------------------------------ | -------------------------------------------------------------------------------------- |
| 1:a pris   | Timas Hans Hansson Ore                     | 50 kronor.                                                                             |
| 2:a pris   | Isak Anders Persson, Älvdalen              | 30 kronor.                                                                             |
| 3:e pris   | Höök Olof Andersson, Rättvik               | 20 kronor, som även tilldelades ett extra pris à 5 kr för vackert spel och vårdad ton. |
| Extra pris | Sjungar Lars Larsson, Hammarsbyn, Lima     | 10 kronor.                                                                             |
| Extra pris | Gods Anders Andersson, Brunsberg, Älvdalen | 10 kronor.                                                                             |
| Extra pris | Anders Lindberg, Älvdalen                  | 10 kronor.                                                                             |
| Extra pris | Drändj Karl Johansson, Färnäs, Mora        | 10 kronor.                                                                             |
| Extra pris | Troskari Erik Persson, V. Fors, Malung     | 10 kronor.                                                                             |
| Extra pris | Anders Palm, Sollerön                      | 5 kronor.                                                                              |
| Extra pris | L. Falk, Bergkarlås, Mora                  | 5 kronor.                                                                              |
| Extra pris | Gudmund Tåberg, Gärdebyn, Rättvik          | 5 kronor.                                                                              |
| Extra pris | Pellas Jon Jonsson, Östanvik, Ore          | 5 kronor.                                                                              |
| Extra pris | Amus Olof Jönsson, Sollerön                | 5 kronor.                                                                              |
| Extra pris | Skinnar Anders Larsson, Siljansnäs         | 5 kronor.                                                                              |
| Extra pris | Ljuder Anders Ersson, Mora                 | 5 kronor.                                                                              |